# Берковиц, Лиана Викторовна
Лиана Викторовна Берковиц, урождённая Васильева (нем. Liane Berkowitz; 7 августа 1923, Берлин — 5 августа 1943, Берлин) — православная христианка, антифашист, член движения Сопротивления во время Второй мировой войны, член организации «Красная капелла».

## Биография
Лиана Васильева родилась 7 августа 1923 года в Берлине, в Германии, в семье дирижёра Виктора Васильева и учительницы пения Екатерины Евсеенко. Родители эмигрировали из СССР в 1923 году, перед рождением дочери.
Вскоре после смерти отца, мать Лианы вышла замуж за Генриха Берковица, который удочерил падчерицу и обеспечил ей достойное образование. В 1941 году стараниями отчима она поступила в частную гимназию Heilsche Abendschule в Берлине, где готовилась к получению аттестата зрелости.
Здесь Лиана познакомилась с Евой Кнайпер-Риттмайстер и её мужем-врачом, доктором Джоном Ритмайстером, которые, вместе с несколькими учениками, организовали группу сопротивления нацистскому режиму в Германии. Кроме Лианы Берковиц, членами организации были Урсула Гётце, Отто Голльнов, Фриц Тиль и Фридрих Рехмер. Позднее «Группа Ритмайстера» вошла в состав организации «Красная капелла», под руководством Харро Шульце-Бойзена.
В конце 1941 года Лиана Берковиц и Фридрих Рехмер обручились.
Она была беременна, когда вечером 17 мая 1942 года, перед ней и Отто Гольнофом была поставлена задача расклеить около 100 плакатов в районе Курфюрстендамм—Уландштрассе в западно-центральной части Берлина. На плакатах было написано «Постоянная экспозиция. — Нацистский рай. — Войны. — Голод. — Ложь. — Гестапо. — Как долго это будет продолжаться?»
Целью акции был протест против открывшейся в городе нацистской пропагандистской выставки о «советском рае». Другой целью было показать, что антифашистское сопротивление в Германии по-прежнему активно. Под наблюдением Харро Шульце-Бойзена операция была проведена успешно.

### Арест и казнь
Из-за участия в этой акции, 26 сентября 1942 года Лиана Берковиц была арестована гестапо. 29 ноября 1942 года был арестован и Фридрих Рехмер, находившийся в военном госпитале в Бритце, куда он попал после тяжелого ранения, полученного им на Восточном фронте.
18 января 1943 года Вторая палата Имперского военного трибунала приговорила обоих, вместе с 16 другими членами «Красной капеллы», к высшей мере наказания, инкриминировав им соучастие в заговоре с целью совершения государственной измены и пособничество врагу. Суд, однако, рекомендовал освободить Лиану Берковиц из-под стражи ввиду её беременности, но Адольф Гитлер лично запретил это делать, приказав Вильгельму Кейтелю подписать ей смертный приговор.
Наряду с 11 другими женщинами, Лиана Берковиц был казнена в тюрьме Плёцензее, в Берлине 5 августа 1943 года. Её дочь Ирина родилась 12 апреля 1943 года, когда она была в заключении в женской тюрьме на Барнимштрассе, и в июле того же года была передана бабушке Екатерине Евсеенко. Спустя два месяца, 16 октября 1943 года, Ирина умерла в больнице в Эберсвальде при невыясненных обстоятельствах.
Лиана Берковиц была православной христианкой и членом Русской православной церкви. Её письма из камеры смертников отмечены глубокой верой. В тюрьме не было православного священника, и перед смертью последнее причастие она получила из рук католического священника Петера Бухгольца.

## Память

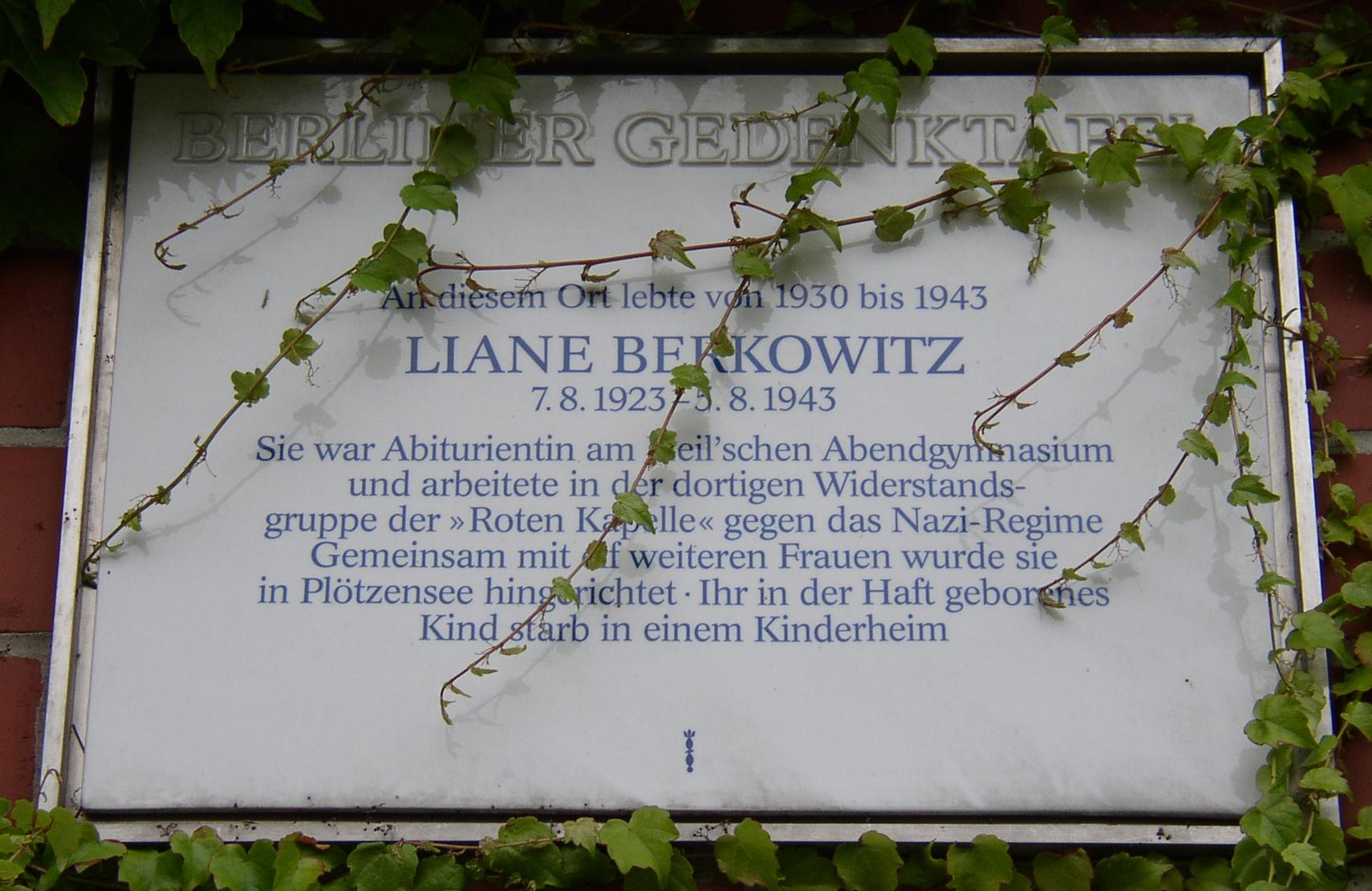
Мемориальная доска в Берлин-Шенеберге (на Виктория-Луиза-Платц)

- Лиана Берковиц жила в Берлин-Шёнеберге на Виктория-Луиза-Плац, 1, где теперь в память о ней установлена мемориальная доска. Мемориальный камень также установлен во дворе Берлинского университета им. Гумбольдта в центральном районе Берлина на Унтер-ден-Линден, 6[3].
- 18 января 2000 года в Берлине, районе Фриденау, была открыта площадь, названная в её честь Лиан-Берковиц-Плац.